# Salix divaricata
Salix divaricata är en videväxtart som beskrevs av Pall.. Salix divaricata ingår i släktet viden, och familjen videväxter. Utöver nominatformen finns också underarten S. d. metaformosa.